# Gabelahjälmtörnskata
Gabelahjälmtörnskata (Prionops gabela) är en starkt utrotningshotad afrikansk fågel i familjen vangor inom ordningen tättingar. Den är endemisk för Angola.

## Utseende och läten
Gabelahjälmtörnskata är en 19 cm lång, helsvart medlem av familjen. Kroppen är skiffergrå med vit spets på stjärten. Den är ljusare på buk och undergump. På huvudet syns röda ögon, röda ögonflikar och röd näbb. Lätena består av olika spinnande och klickande ljud likt svart hjälmtörnskata.

## Utbredning och status
Fågeln förekommer enbart i västra Angola (Gabela). IUCN kategoriserar arten som starkt hotad.

## Familjetillhörighet
Hjälmtörnskatorna i Prionops placerades tidigare i en egen familj. DNA-studier visar dock att de står nära vangorna och inkluderas allt oftare i den familjen.